# Make It Right
«Make It Right» es una canción del grupo surcoreano BTS. Fue lanzada digitalmente el 12 de abril de 2019, como parte del EP Map of the Soul: Persona (2019). Una versión en colaboración con el cantante estadounidense Lauv fue lanzada como el segundo sencillo del EP el 18 de octubre de 2019.

## Antecedentes y lanzamiento
La canción fue aludida por primera vez por Suga en Twitter, publicando una imagen de la canción y etiquetando a Ed Sheeran escribiendo «Esto es para ti». El 11 de abril, un día antes del lanzamiento, se anunció como la canción que Suga había mencionado en meses anteriores.  El título de la canción evoca el monólogo de Jin en el 2017 Love Yourself Highlight Reel publicado durante las promociones de la obra Love Yourself del grupo.
La canción fue lanzada digitalmente el 12 de abril de 2019.

## Promoción
La canción fue promocionada en M Countdown el 19 de abril de 2019.

## Composición y letra
«Make It Right» ha sido descrita como una pista de R&B abundante en falsetes que es «cantada con una intensidad íntima gracias a una voz velada que da la curiosa ilusión de intimidad». Se utiliza un bucle de cuerno durante toda la canción, con Rolling Stone comparándolo con «1 Thing» de Amerie o «Let Me Love You» de Mario haciendo eco de los sonidos característicos de la década del 2000. Está respaldado por un sintetizador, y las letras hablan sobre el deseo de mejorar el mundo y mejorar las relaciones. También habla sobre los mayores logros de la banda y que sin sus fanes estos se sentirían vacíos. Newsweek dijo que aunque el tema de la canción puede ser pesado, el instrumental es ligero.

## Recepción
El New York Times, con respecto a la pista dijo que, «Tiene algunos de los gestos suaves propios de Ed Sheeran, pero que BTS presenta con complejidad», mientras que Jae-ha Kim del Chicago Tribune lo llamó «esperanzador y optimista».

## Créditos y personal
Los créditos están adaptados de las notas de Map of the Soul: Persona.
- BTS – voces primarias
- Fred «FRED» Gibson – productor, composición, batería, teclado, sintetizador, programación
- Ed Sheeran – composición
- Benjy Gibson – composición
- Jo Hill – composición
- RM – composición, arreglos de rap, ingeniero de audio
- Suga – composición
- J-Hope – composición
- Jungkook – coro
- Pdogg – arreglo vocal y de rap, ingeniero de audio
- Hiss Noise – ingeniero de audio, ingeniero digital
- El Capitxn – ingeniero digital

## Posicionamiento en listas

### Semanales
| Listas (2019)                          | Mejor posición |
| -------------------------------------- | -------------- |
| Australia (ARIA)                       | 89             |
| Corea del Sur (Gaon)                   | 39             |
| Corea del Sur (K-pop Hot 100)          | 3              |
| Escocia (Scottish Singles Sales Chart) | 84             |
| Estados Unidos (Billboard Hot 100)     | 95             |
| Irlanda (IRMA)                         | 83             |
| Nueva Zelanda Hot Singles (RMNZ)       | 5              |
| Reino Unido (OCC)                      | 84             |
| Reino Unido (Independent Singles)      | 9              |

## Certificaciones y ventas
| País (organismo certificador) | Certificación | Unidades certificadas/Ventas |
| ----------------------------- | ------------- | ---------------------------- |
| Australia (ARIA)              | Oro           | 35 000                       |